# Второе сражение при Питерсберге
Второе сражение при Питерсберге (The Second Battle of Petersburg), известное так же как Штурм Питерсберга, происходило с 15 по 18 июня 1864 года в ходе Ричмонд-Питерсбергской кампании (известной как осада Питерсберга) американской гражданской войны.

## Предыстория
9 июня 1864 года произошло первое сражение у Питерсберга: отряд генерала Бенджамина Батлера, численностью 4500 человек атаковал Dimmock Line — передовую линию оборонительных укреплений Питерсберга. Защитников города было всего 2500, в основном подростки и старики, однако просчеты федерального командования привели к провалу атаки и первый шанс захватить слабо укрепленный Питерсберг был упущен. Отряд Батлера вернулся на свои позиции у Бермуда-Хандред.
Основной целью Оверлендской кампании генерала Гранта был разгром Северовирджинской армии в генеральном сражении, однако Грант был вынужден поменять свои планы и принял решение захватить Питерсберг, захват которого сделал бы неизбежным падение Ричмонда. 12 июня завершилось сражение при Колд-Харбор, Гранту удалось скрытно перейти реку Джеймс и оказаться перед укреплениями Питерсбега. По итогам штурма 9 июня он уже знал, что эти укрепления весьма слабы. Грант решил атаковать город прежде, чем Ли успеет перебросить в Питерсберг свою армию. До самого 18 июня Ли не вполне понимал замыслов Гранта, предполагая, что основной целью будет Ричмонд. Генерал Борегар наоборот, беспокоился именно за Питерсберг.
По неясной причине именно Батлер, проваливший кампанию Бермуда-Хандред, был выбран Грантом для того, чтобы возглавить наступление на Питерсберг. 14 июня он приказал Батлеру взять XVIII корпус Уильяма Смита (16 000 чел.) и отправить его тем же путём, что и 9 июня. II корпус Унфилда Хэнкока должен следовать за Смитом. Позже Грант писал: «Я верил тогда и верю теперь, что Питерсберг мог бы быть легко захвачен в те дни».
Преимуществом южан была хорошо укрепленная линия Диммока, представлявшая собой несколько артиллерийских позиций, соединённых траншеями, которая тянулась на 16 километров, упираясь флангами в реку Аппоматтокс. У Борегара было недостаточно людей для обороны, однако он собрал 2 200 солдат генерала Генри Уайза на северо-восточном участке, между реданом № 1 на берегу Аппоматтокса реданом № 23, защищавшем дорогу Норфолк — Питерсберг. Но и при такой концентрации его люди стояли редкой цепью, в 3 метрах друг от друга. Остальные 3 200 человек были задействованы против армии Батлера в Бермуда-Хандред.

## Сражение

### 15 июня

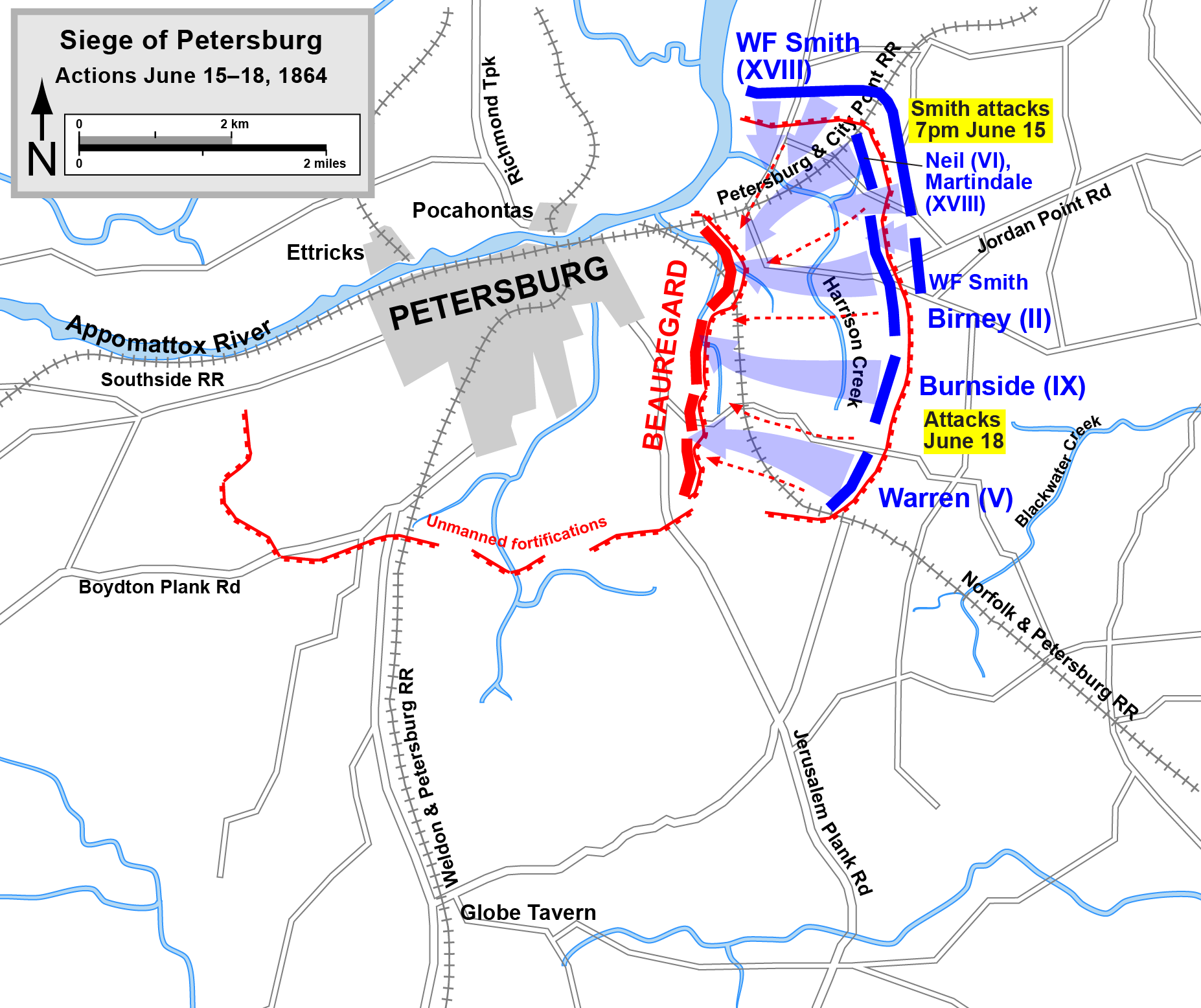
Штурм Питерсберга 15-18 июня 1864

15 июня, сразу после восхода солнца, люди Смита переправились через Аппоматокс. Эти силы состояли из пехотных дивизий Уильяма Брукса, Джона Мартиндейла и Эдварда Хинкса, и кавалерийской дивизии Агуста Кауца. Транспорты высадили людей в случайных местах, так что Смиту потребовалось время на их реорганизацию. Кавалеристам Кауца было приказано расчистить путь пехоте, Брукс и Мартиндейл должен был наступать по линии железной дороги Питерберг — Ситипойнт, а цветные отряды Хинкса должны были наступать по дороге Джордан-Пойнт.
Однако, вскоре после десантирования начались задержки. Кавалерия столкнулась с сопротивлением противника у фермы Бэйлора. Люди Хинкса провели атаковали ферму и захватили одно орудие, но общее наступление в итоге забуксовало до полудня. Смит провел рекогносцировку и послал в атаку на траншеи противника стрелковую цепь. Однако у артиллерии возникла проблема с лошадьми, что задержало атаку до 19:00.
Пока Смит готовился к атаке, Кауц вышел к железной дороге у редана № 20, на правом флаге оборонительной линии южан. Здесь находились примерно 600 солдат бригадного генерала Джеймса Деринга, которые открыли огонь по кавалерии Кауца. Так как Смит все ещё не наступал, Кауц решил не рисковать, и отступил.
Смит, наконец, начал атаку, и его люди двинулись вперед широким фронтом в 5,6 километров, захватили штурмом несколько батарей и заставили противника отступить к оборонительной линии на Харрисонс-Крик. Теперь перед Смитом находился практически беззащитный Питерсберг, но Смит решил не возобновлять атаку до восхода. В это время в штаб Смита прибыл Уинфилд Хэнкок. Обычно решительный генерал, Хэнкок а этот раз впал в неуверенность, и согласился с планами Смита. Сам Смит впоследствии объяснял свои действия ночной темнотой:
Я не придаю особой важности замечанию генерала Гранта — который говорит, что луна светила ярко, и ночь была благоприятна для продолжения операций. У меня нет никаких сообщений о лунном свете, помогавшем нам, и у меня есть слова генерала Мартиндейла, который сказал: «Было достаточно темно для того, чтобы сделать атаку через реку неосуществимой».
Этот бой стал последним в карьере Смита — 19 июля Грант отстранил Смита от командования и отправил его в Нью-Йорк ждать нового назначения, которое так и не последовало.

### 16 июня
К утру 16 июня Борегар собрал на своем участке обороны уже 14 000 человек, хотя на данный момент ему противостояло уже 50 000 солдат федеральной армии. Прибыл Грант вместе с IX корпусом Бернсайда и сразу приказал провести рекогносцировку с целью обнаружения слабых мест в обороне противника. Потомакской армией на время отсутствия Мида командовал Хэнкок, он велел XVIII корпусу наступать на правом фланге, II корпусу — в центре, а IX корпусу — на левом фланге.
Штурм под руководством Хэнкока начался в 17:30. Три корпуса медленно двинулись вперед. Люди Борегара отчаянно сопротивлялись, быстро возводя новые укрепления на участках прорыва. Вскоре прибыл генерал Мид и был отдан приказ о второй атаке: дивизия Фрэнсиса Бэрлоу атаковала реданы 13, 14 и 15. Северяне несли серьёзные потери от артиллерийского огня противника, в частности, во время этой атаки погиб Патрик Келли, командир Ирландской бригады. Люди Бэрлоу сумели захватить реданы, но южане контратаковали и вернули реданы, захватив много пленных.

### 17 июня
Весь день 17 июня северяне предпринимали нескоординированные атаки. Первыми пошли в бой две бригады Роберта Поттера из корпуса Бернсайда, которые внезапно атаковали южан на рассвете. Им удалось захватить почти милю укреплений и около 600 пленных, после чего люди Поттера двинулись вперед и наткнулись на вторую линию укреплений. Они оказались на трудном участке местности под анфиладным огнём артиллерии противника.
В 14:00 корпус Бернсайда осуществил вторую атаку, в бой пошла бригада Джона Хартранфта. Отчего-то они пошли в неверную сторону, и их фланг попал под обстрел противника. Ближе к вечеру пошла в бой дивизия генерала Ледли, но и её атака провалилась, причем сам генерал был замечен пьяным. (Ледли аналогично поведет себя во время Боя у воронки.)
В этот день инженеры Борегара заложили новую линию укреплений в миле западнее первоначальной, которая прошла вдоль ручья Тэйлорс-Брэнч. Ночью южане отошли на эти новые позиции. Борегар был сильно разочарован отсутствием помощи от генерала Ли. Впоследствии он писал: «Северовирджинская армия всё ещё была далеко, и мне не удалось объяснить её командиру тот факт, что я сражаюсь против всей армии Гранта силами примерно 11-ти тысяч человек». Ли не отвечал на просьбы Борегара, пока его собственный сын, Руни Ли, не подтвердил то факт, что Грант действительно переправился через реку Джеймс. Только тогда Ли понял всю опасность, угрожающую Питерсбергу. Только тогда он направил в Питерсберг две свои дивизии — это произошло в 03:00 18 июня.

### 18 июня
Утром прибыли дивизии Джозефа Кершоу и Чарльза Филда. Теперь у Борегара было 20 000 человек. В то же время к корпусам рана подошел V корпус Говернора Уоррена и общая численность федеральной армии составила 67 000 человек. На рассвете последовали первые атаки: первыми пошли в наступление II и XVIII корпуса на правом фланге армии Гранта. Генерал Хэнкок начал испытывать осложнения от раны, полученной при Геттисберге и передал II корпус под командование Дэвида Бирни. Солдаты II корпуса легко взяли первую линию укреплений даже не осознав того факта, что южане уже покинули эту линию. Двинувшись далее, ни уперлись во вторую линию и их наступление забуксовало.
К полудню подошли IX и V корпуса и присоединились к атакам II корпуса. Дивизия Орландо Уилкокса возглавила атаку, но понесла большие потери в болотах около Тэйлорс-Брэнч. V корпус был остановлен мощным огнём батареи № 27 у Иерусалим-Плэнк-Роуд. Во время этой атаки был тяжело ранен Джошуа Чемберлен, командир первой бригады первой дивизии корпуса. Рану сочли смертельной и Грант прямо на поле боя присвоил ему звание бригадного генерала. В 18:30 Мид отдал приказ о финальной атаке, которая так же была отбита с тяжелыми потерями. 1-й мэнский полк тяжелой артиллерии, насчитывавший к началу боев 900 человек, потерял 632 человека — это стало рекордными потерями полка в однодневном бою за всю войну.

## Последствия
За несколько дней боев армия Мида не добилась никаких результатов, поэтому Мид приказал солдатам окопаться на занятых позициях. Северяне потеряли 11 386 человек: 1688 убитыми, 8513 ранеными и 1185 пропавшими без вести и попавшими в плен. Южане потеряли всего 4 000 человек: 200 убитыми, 2 900 ранеными и 900 пропавшими без вести и пленными. Существует и иная статистика. Например, Джон Салмон приводит 8 150 федеральных потерь и 3 236 потерь в армии Юга.
Грант упустил возможность быстро захватить Питерсберг, однако Ли, который прибыл в Питерсберг около полудня 18 июня, уже не мог предотвратить осаду города. Эта осада длилась до апреля 1865 года.